# Jusqu'au bout
Jusqu'au bout es una película de Costa de Marfil filmada en colores dirigida por Hyacinthe Hounsou sobre su propio guion escrito en colaboración con Awa Ba y Max Hervé Wuly que se estrenó el 2 de agosto de 2019 y que tuvo como actores principales a Lago Woroka Gilles, Evora N'Ganza, Ange Eric N'Guessan y Bienvenu Neba.
Fue rodada en Abiyán y Grand Bassam, en Costa de Marfil.

## Sinopsis
Patrice Gbokede decidió a contar lo sucedido treinta años atrás cuando por accidente se encontró con el comisionado Djama.

## Origen de la película
El filme está inspirado en un episodio de la vida real de su productor Fabrice Sawegnon, nacido en 1972 en Abiyán, que desde 1995 trabaja en la actividad de la comunicación y publicidad, creador en 1999 de la agencia independiente Voodoo Communication, con sede en Costa de Marfil y desde entonces su director general.

## Reparto
- Lago Woroka Gilles	...	Sr. Abodia
- Evora N'Ganza	...	Sonia
- Ange Eric N'Guessan	...	Patrice Gbokede (joven)
- Bienvenu Neba ...	Comisario Djama (mayor)
- Julio Teko	...	Patrice Gbokede (adulto)
- Stephane Zabavy ...	Comisario Djama (joven)

## Comentarios
Hyacinthe Hounsou declaró que se trata del primer filme de Costa de Marfil que utiliza la técnica de “huis-clos” –llamada así por la pieza de teatro homónima de Jean-Paul Sartre, esto es que la acción se desarrolla en un sola lugar, donde los protagonistas dialogan sin poder salir.